# Ignacio Lachalde
Ignacio Lachalde (La Plata, Buenos Aires, 6 de mayo de 1994) es un futbolista argentino. Juega de enganche y en cualquier posición de volante ofensivo. 

## Trayectoria
Formado en las divisiones inferiores de Gimnasia y Esgrima La Plata, hizo su debut como profesional en enero de 2013 durante un partido ante Douglas Haig por Copa Argentina.
En 2012 recibió una convocatoria de la selección de fútbol sub-20 de Argentina, pero no jugó ningún partido oficial con el equipo. Dos años después fue nuevamente convocado al combinado nacional juvenil, pero esta vez para actuar como sparring de la selección mayor que se preparaba para disputar la Copa Mundial de Fútbol de 2014.
En julio de 2015 fue cedido al Estudiantes de San Luis, equipo que disputaba la Primera B Nacional. Sin embargo sólo estuvo un semestre en el club cuyano, antes de retornar a La Plata. En enero de 2016 se rumoreó que sería transferido al Gimnasia y Esgrima de Jujuy, pero finalmente la operación no se concretó. Lachalde permaneció en el club platense el siguiente año y medio, jugando muy esporádicamente.
Ya convertido en agente libre, en agosto de 2017 viajó a China y, con el auspicio de Juan Sebastián Verón, fue fichado por el Yunnan Lijiang de la Segunda Liga China. En enero de 2018, empero, Lachalde retornó a su país para jugar en el CRIFSA de la Liga Amateur Platense de Fútbol.
Tras intentos fallidos de fichar con equipos de Portugal y México, el jugador finalmente optó por continuar con su carrera en equipos del ascenso argentino. Por ello jugó con el Ciudad de Bolívar en el Torneo Regional Federal Amateur, con Balonpié en la Liga de Fútbol de Bolívar, con El Porvenir y Midland en la Primera C, y con Argentino de Quilmes en la B Metro.

## Clubes
| Club                             | País      | Año       |
| -------------------------------- | --------- | --------- |
| Gimnasia y Esgrima de La Plata   | Argentina | 2013–2015 |
| Estudiantes (San Luis)           | Argentina | 2015      |
| Club Gimnasia y Esgrima La Plata | Argentina | 2016-2017 |
| Yunnan Lijiang                   | China     | 2017      |
| CRIFSA                           | Argentina | 2018      |
| Ciudad de Bolívar                | Argentina | 2020      |
| Balonpié                         | Argentina | 2021      |
| El Porvenir                      | Argentina | 2021-2022 |
| Midland                          | Argentina | 2022      |
| Argentino de Quilmes             | Argentina | 2023-2024 |
| Defensores de Cambaceres         | Argentina | 2024-2025 |